# Dzięcioł czarnogardły
Dzięcioł czarnogardły (Colaptes atricollis) – gatunek średniej wielkości ptaka z rodziny dzięciołowatych (Picidae). Jest endemiczny dla zachodnich stoków peruwiańskich Andów. Występuje w lasach i zadrzewieniach nadrzecznych, suchych lasach mglistych, zaroślach górskich i pustynnych, na obszarach upraw. Spotykany jest także ponad górną granicą lasu. Nie jest zagrożony.

## Systematyka
Gatunek po raz pierwszy zgodnie z zasadami nazewnictwa binominalnego opisał Alfred Malherbe, nadając mu nazwę Chrysopicos atricollis. Opis ukazał się w 1850 roku w Revue et magasin de zoologie pure et appliquée. Międzynarodowy Komitet Ornitologiczny (IOC) wyróżnia dwa podgatunki:
- C. a. atricollis (Malherbe, 1850)
- C. a. peruvianus (Reichenbach, 1854).

### Etymologia
- Colaptes: gr. κολαπτης kolaptēs „osoba posługująca się dłutem”, od κολαπτω kolaptō „dłutować, dziobać, uderzać”[9].
- articollis: łac. ater – „czarny”, łac. collis – „-szyi, -gardły”, od łac. collum – „szyja”[10].

## Morfologia
Średniej wielkości dzięcioł o średnio długim, spiczastym i czarnym dziobie, z lekko zakrzywioną górną krawędzią. Tęczówki w kolorze brązowym lub kasztanowobrązowym. Nogi silne, zielonoszare. Pióra czoła i górnej części głowy tworzą czarną czapeczkę. Tył głowy czerwony, a niekiedy cały wierzch głowy jest czerwony. Gardło, podbródek i dolna część szyi czarne. Policzki, okolice oczu i uszu żółtawo-białe. U samców ciemnoczerwone wąsy i boki czoła. Spód ciała bladożółty z czarnymi gęstymi pręgami, mocniej zaznaczonymi w górnej części. Zad i grzbiet oraz pokrywy skrzydeł brązowozielone z wąskimi czarniawymi prążkami. Górna część ogona ciemnobrązowa. Długość ciała około 26–27 cm, masa ciała wynosi 73–90 g.

## Zasięg występowania
Dzięcioł czarnogardły występuje w zachodniej części Ameryki Południowej w środkowych Andach. Zasiedla obszary od wysokości 500 m n.p.m. do 2800 m n.p.m. (inne źródła podają nieco inne granice np. 600–3100 m n.p.m.). Lokalnie zasiedla obszary położone wyżej – do 3400 m n.p.m. na zachodnich zboczach Andów, w górach wokół doliny rzeki Marañón 1700–4300 m n.p.m., a w obszarze Kordyliery Białej do wysokości 4000 m n.p.m. Poszczególne podgatunki występują:
- C. a. atricollis – na zachodnich zboczach peruwiańskich Andów od regionów La Libertad i Ancash na południe do północnej części regionu Tacna,
- C. a. peruvianus – na zboczach gór w dolinie rzeki Marañón do zachodniej części regionu Huánuco[6].

Jest gatunkiem osiadłym, prawdopodobnie czasami wykazuje niewielkie migracje wysokościowe spowodowane warunkami pogodowymi.

## Ekologia
Jego głównym habitatem są lasy i zadrzewienia nadrzeczne, suche i półsuche obszary w suchych lasach mglistych, zarośla górskie z dużymi kaktusami, zarośla pustynne, a także nawadniane obszary upraw, sady, ogrody i plantacje. Czasami spotykany jest także ponad górną granicą lasu. Podstawą pożywienia są mrówki, ich larwy oraz poczwarki. Żeruje głównie pojedynczo lub w parach, zwykle na drzewach, ale także w krzakach lub bezpośrednio na powierzchni ziemi.

### Rozmnażanie
Sezon lęgowy prawdopodobnie trwa od czerwca do lipca, tylko w dolinie rzeki Marañón we wrześniu; w regionie Ica pisklęta widziano także w marcu i grudniu. Gniazda buduje w dziuplach w pniach drzew, słupach telegraficznych (C. a. atricollis) lub w dużych kaktusach (C. a. peruvianus), ale także w skarpach i urwiskach w dolinie rzek (C. a. atricollis). W jednym lęgu od 2 do 4 jaj. Okres inkubacji 14 dni, okres przebywania piskląt w gnieździe – 28 dni. Oboje rodzice uczestniczą w wysiadywaniu jaj i karmieniu piskląt.

## Status
W Czerwonej księdze gatunków zagrożonych IUCN dzięcioł czarnogardły klasyfikowany jest jako gatunek najmniejszej troski (od 1988 roku LR/LC – Lower Risk/Least Concern, od 2004 roku LC – Least Concern). Zasięg jego występowania według szacunków organizacji BirdLife International obejmuje około 438 tys. km². Liczebność populacji nie została oszacowana, ale ptak ten jest opisywany jako rzadki. Trend liczebności populacji uznawany jest za stabilny ze względu na brak dowodów na spadki liczebności bądź istotne zagrożenia dla gatunku.